# Инеса Арманд
Инеса Фьодоровна Арманд (Елизавета Теодоровна Стефан) е френско-руска политичка, деец на руското революционно движение и международното комунистическо женско движение, дъщеря на френския оперен певец Стефан Теодор и британската актриса Натали Уайлд (която има френско-британски произход, но също и руско поданство). Член на Руската социалдемократическа работническа партия от 1904 г.

## Биография
Родена е в Париж. От 1889 г. живее в Русия. Става учител в семейството на богатите руски текстилни индустриалци Арманд. Впоследствие се жени за Александър Арманд. Използва богатството на мъжа си за благотворителна дейност. Председателства дружество на жените. Дълго време в къщата ѝ се провеждат заседания на социалистите революционери, крие се оръжие, боеприпаси и подривна литература. Активно участва в руската революция от 1905 – 1907 г. За подривна дейност срещу господстващия строй е изпратена в Руския Север. От там Арманд през 1908 г. избягва в Санкт Петербург и с помощта на фалшив паспорт предприема пътуване в чужбина.
Поддържа известни близки отношения с Ленин по време на престоя си в изгнание. Била е негово доверено лице. През 1912 г. нелегално пристига в Русия, но за подривна работа отново е арестувана. След освобождаването ѝ от затвора през 1913 г. е върната в чужбина.
През 1915 – 1916 г. участва в Цимервалдската и Кинталската конференции. През Първата световна война участва в Международния женски конгрес. През 1917 г. заедно с Ленин се завръща в Русия. Участва в Октомврийската революция.
През 1918 – 1919 г. оглавява женския отдел на ЦК на РКП(б). Била е активен организатор и ръководител на Първата международна комунистическа конференция през 1920 г.
Умира от холера на гарата в Беслан (или Налчик) на път за Москва след неуспешно лечение. Погребана е на Червения площад в Москва.
Улица в Москва е наречена на нейно име.